# 高見周市
高見 周市（たかみ しゅういち、1965年2月5日 - ）は、大阪府東大阪市出身の俳優。宝井プロジェクト所属。

## 人物
旧芸名は上根 周市、高見 周。
奈良大学附属高等学校出身。
身長172cm。体重93kg。血液型A型。
趣味はライブ鑑賞。特技は大阪弁、河内弁、アクション、殺陣、カラオケ、簡単な料理、マッサージ、スキューバダイビング。

## 出演作品

### テレビドラマ
- 外科医有森冴子（1990年、日本テレビ）
- 土曜ワイド劇場（テレビ朝日）
  - 生き返った男 第3作「地底から生き返った男 ホステス殺しは転落した現職刑事か!?」（1990年）
  - 下町『いろは湯』物語（1995年）
- 女無宿人 半身のお紺 第7話「龍は昇天いたし候」（1991年、テレビ東京）
- 金曜エンタテインメント / 炎の料理人（1995年、フジテレビ）
- 刑事追う! 第8話「拳銃」（1996年、テレビ東京）
- ウルトラシリーズ（MBS）
  - ウルトラマンティガ 第29話「青い夜の記憶」（1997年）
  - ウルトラマンコスモス 第36話「妖怪の山」（2002年） - 青年団（シュウちゃん）
- 火曜サスペンス劇場 / 当番弁護士 第8作「寝たきりの妻を殺したと自首した老夫が抱える介護と愛憎と孫の幸せ」（1999年、日本テレビ） - 相川圭介
- ブースカ! ブースカ!! 第2話「ミフチ! ラーメン大バトル」（1999年、テレビ東京） - 桃木
- パナソニック ドラマシアター / 水戸黄門 第43部 第17話「疑惑に満ちた雨の宿」（2011年、TBS）

### 映画
- 青春の門 自立篇（1982年、東映）
- 鬼龍院花子の生涯（1982年、東映）
- 誘拐報道（1982年、東映）
- 蒲田行進曲（1982年、松竹）
- 姉妹坂（1985年、東宝）
- 恋子の毎日（1988年、東映）
- ぼくらの七日間戦争2（1991年、松竹）
- 修羅の伝説（1992年、東映）
- 修羅がゆく（ナック）
  - 修羅がゆく（1995年）
  - 修羅がゆく2 戦争勃発（1996年）
  - 修羅がゆく3 九州やくざ戦争（1996年）
- デコトラの鷲 〜祭ばやし〜（2003年）
- 踊る大捜査線 THE MOVIE3 ヤツらを解放せよ!（2010年、東宝）
- ボストンの鉄爪（2018年） - 浜田光市

### Vシネマ
- 続・獣のように（1990年、東映ビデオ）
- 美熟母（1998年、ミュージアム）
- 実録・不退の松葉（2005年）
- 新・首領への道5、6（2009年、オールインエンタテインメント）

### 舞台
- RUBBISH HOUSE（ハルベリープロデュース）
- 蜃気楼・嗚呼華の女子学園（関西芸術座）